# 大光炉材
大光炉材（たいこうろざい）は、福岡県北九州市戸畑区に本社を置く、不定形耐火物やファインセラミックスの製造などを行う独立系企業である。

## 概要
1950年（昭和25年）5月、八幡製鐵所に特殊耐火セメントを納入する商事会社として発足、その後輸入耐火セメントを自社生産による国産化に成功、平炉に使用する不定形耐火物を商品化した。国内各地の製鉄所所在地に事業所を設置し、取引を拡大していった。1983年（昭和58年）からはそれらの技術を生かし、ファインセラミックス分野に進出している。日本ファインセラミックス協会賛助会員。

## 主な取引先
新日本製鐵、住友金属工業、JFEスチール、日新製鋼、日立造船、東芝、ローム など

## 事業所
- 本社/九州営業所 - 福岡県北九州市戸畑区牧山新町1番1号
- 鹿島営業所 - 茨城県鹿嶋市
- 千葉営業所 - 千葉県千葉市中央区
- 君津営業所/君津工場 - 千葉県君津市
- 京浜営業所 - 神奈川県川崎市川崎区
- 名古屋営業所 - 愛知県東海市
- 大阪営業所 - 大阪府堺市堺区
- 水島営業所 - 岡山県倉敷市
- 福山営業所 - 広島県福山市
- 大分営業所/大分工場 - 大分県大分市
- 和歌山分室 - 和歌山県和歌山市
- 播磨駐在所 - 兵庫県加古川市
- 呉駐在所 - 広島県呉市

## 沿革
- 1950年（昭和25年）5月 - 大光産業株式会社設立。
- 1954年（昭和29年）4月 - 現在地に本社・工場を移転、現社名に変更。
- 1969年（昭和44年）8月 - 千葉県君津市に君津工場開設。
- 1971年（昭和46年）9月 - 大分県大分市に大分工場完成。
- 1986年（昭和61年）4月 - 戸畑工場を大分工場に集約。
- 1988年（昭和63年）10月 - エンジニアリング部を株式会社テックとして分離独立。

## 関連会社
- 株式会社テック
- 株式会社大光